# Insu
Insu, postumt namn Sohye, född 1437, död 1504, var en koreansk drottning och regent. Hon var gift med kronprins Uigyeong, och regent för sin son kung Seongjong 1468-1477 (tillsammans med sin svärmor Jeonghui). Hennes make var aldrig kung, men hon fick hederstiteln drottning när hennes son blev monark. 

## Biografi
År 1468 blev hennes omyndige son kung. Hennes svärmor Jeonghui blev då av rådet utsedd till regent under hans omyndighet. Jeonghui försökte vid två tillfällen övertala rådet att godkänna Insu till ensam regent istället för henne, men rådet vägrade varje gång godkänna denna ansökan. Jeonghui kunde inte läsa det språk rådet använde, och det översatte därför alla dokument åt henne. Jeonghui beskrev Insu som både intelligent och bildad, med fördelen framför henne av att kunna läsa alla regeringsdokument utan översättning. Det står klart att Jeonghui samarbetade nära med sin svärdotter Insu under förmyndarregeringen, och ofta bad henne om råd och rättade sig efter dem. 